# ハーヴェイ・ミルク (映画)
『ハーヴェイ・ミルク』（英: The Times of Harvey Milk）は、1984年に製作されたアメリカ合衆国のドキュメンタリー映画。第57回アカデミー賞で長編ドキュメンタリー映画賞を受賞した。

## 概要
1978年11月27日、サンフランシスコの市政執行委員のハーヴェイ・ミルクはジョージ・マスコーニ市長とともに射殺された。ミルクのインタビューや当時のニュース映像などで構成されたドキュメンタリー映画である。監督・製作を務めたロブ・エプスタインも同性愛者であることを公表している
1984年9月にテルライド映画祭で、同年10月7日にニューヨーク映画祭でプレミア上映された。10月26日にアメリカ国内で限定公開され、地元サンフランシスコでは11月1日に上映された。
1985年3月に開かれた第57回アカデミー賞で長編ドキュメンタリー映画賞を受賞した。
日本では1988年9月30日、池袋西武百貨店のスタジオ200で公開された。中野理惠が設立した配給会社パンドラの最初の配給作品だった。
2008年7月27日、第3回青森インターナショナルLGBTフィルムフェスティバルにて上映された。2011年1月、アムネスティ・フィルム・フェスティバルで上映された。

## 出演者
ナレーター
- ハーヴェイ・ファイアスタイン

インタビュー
- トム・アミアーノ
- ビル・クラウス
- サリー・ミラー・ギアハート

アーカイブ映像
- ハーヴェイ・ミルク
- ダイアン・ファインスタイン
- ジョン・ブリッグス
- ジョージ・マスコーニ
- ダン・ホワイト